# Gustavo Ripa
Gustavo Ripa (Salto, 13 de agosto de 1959) es un músico, guitarrista y compositor uruguayo. Fue integrante de los grupos Rumbo y Canciones para no dormir la siesta en la década de 1980. Formó parte de la banda acompañante de varios artistas importantes de su país. A partir de 2010 ha tenido una destacada carrera solista, habiendo publicado tres discos. También se ha destacado como investigador y docente en el área de la musicoterapia.

## Trayectoria
Se destacó como guitarrista de música clásica a fines de la década de 1970, obteniendo el “Primer Premio” en los Concursos de: Juventudes Musicales del Uruguay, Asociación de Estudiantes de Música y Centro Guitarrístico del Uruguay.
Entre 1978 y 1988 fue parte de la formación estable del colectivo musical Canciones para no dormir la siesta.
En 1979 fue uno de los fundadores del grupo de música popular Rumbo, al que perteneció hasta su disolución en 1985.
Fue parte de la banda acompañante de varios artistas uruguayos, entre quienes se cuentan Laura Canoura, Las Tres, Esteban Klísich y Juceca. También participó en discos de Jaime Roos, Mauricio Ubal, Rubén Olivera y Contrafarsa, entre otros músicos.
Entre 1989 y 2005 estuvo vinculado al mundo de la publicidad, como director de La Mayor Producciones. 
En 2010 lanza su primer disco solista, Calma, en el que versiona en guitarra canciones de diversos artistas uruguayos. Por sus ventas recibe el disco de oro y de platino.
En 2012 publica Más Calma, donde vuelve a versionar canciones ajenas en formato acústico, siendo el instrumento principal (y en varias canciones el único) la guitarra, aunque también aparecen otros, como el cuatro venezolano, los cuencos tibetanos, la guitarra barítono y el contrabajo. Aparece una canción de su autoría (Simple Mente) y, a diferencia del primer disco, las composiciones que aparecen no son únicamente de artistas uruguayos. Participaron en este trabajo Popo Romano y Nicolás Arnicho. El trabajo tuvo una gran recepción en ventas, alcanzando el disco de oro y disco de platino. Obtuvo el  premio Graffiti a mejor álbum de música instrumental 2013.
En 2013 publica el libro Calma y Más Calma - Obras Cumbres de la Canción Popular Uruguaya, conteniendo las transcripciones en partitura y tablatura para guitarra de sus dos primeros discos.
En diciembre de 2014 edita su tercer álbum solista: Calma 3, que obtiene el disco de oro en tres meses. Continúa con la línea de sus discos anteriores (versiones acústicas, en este caso de artistas uruguayos y argentinos), con las novedades de mayor instrumentación y más composiciones propias.
En 2017 se publica su cuarto disco solista SimpleMente. que obtiene el disco de oro. Nuevamente presenta canciones de músicos uruguayos versionadas de manera instrumental con su guitarra. Aparece como una novedad, respecto a sus anteriores discos, composiciones propias para cuatro venezolano en cinco movimientos. El álbum fue presentado en la sala Hugo Balzo del Auditorio Nacional del Sodre en mayo de 2018.
Cuatro discos como solista: 4 discos de oro, 2 discos de platino y 3 premios Graffiti al "Mejor Álbum de Música Instrumental" como resumen discográfico hasta 2021. Continúa editando en plataformas digitales nuevas músicas e interpretaciones  como por ejemplo 3 Canciones populares de Chile. 
Su vinculación con la música no se da únicamente como intérprete y compositor, sino que se ha dedicado a investigar acerca de sus efectos terapéuticos. Fue entre 2006 y 2007 coordinador de los “Laboratorios de Aproximación a la Musicoterapia" y fundador del Proyecto “SomosSonido – Sonido, Música y Movimiento para el Desarrollo Humano”. Lleva adelante en la actualidad varios proyectos que vinculan la música con la salud humana.
Desde 2016 utiliza una guitarra acústica de ocho cuerdas, construida especialmente para él por el luthier uruguayo Ariel Ameijenda.

## Discografía

### EnCanciones para no dormir la siesta
- Canciones para no dormir la siesta (Sondor, 1979)
- Canciones para no dormir la siesta vol. II (Sondor, 1981)
- Canciones para usar (Sondor, 1983)
- Los derechos del niño (Sondor, 1983)
- Los derechos del niño vol. II (1984)
- Diez años (Orfeo, 1985)
- Había una vez (Orfeo, 1986)

### EnRumbo
- Para abrir la noche (Ayuí, 1980)
- Sosteniendo la pared (Ayuí, 1982)
- Otro tiempo (Orfeo, 1985)

### Como solista
- Calma (Ayuí, 2010)
- Más Calma (Bizarro Records, 2012)
- Calma 3 (Bizarro, 2014)
- SimpleMente 3 (Bizarro, 2017)